# Casa de la Lectura-Biblioteca Municipal de Segovia
La Casa de la Lectura-Biblioteca Municipal de Segovia es una biblioteca pública situada en la calle Juan Bravo de la ciudad española de Segovia.

## Edificio

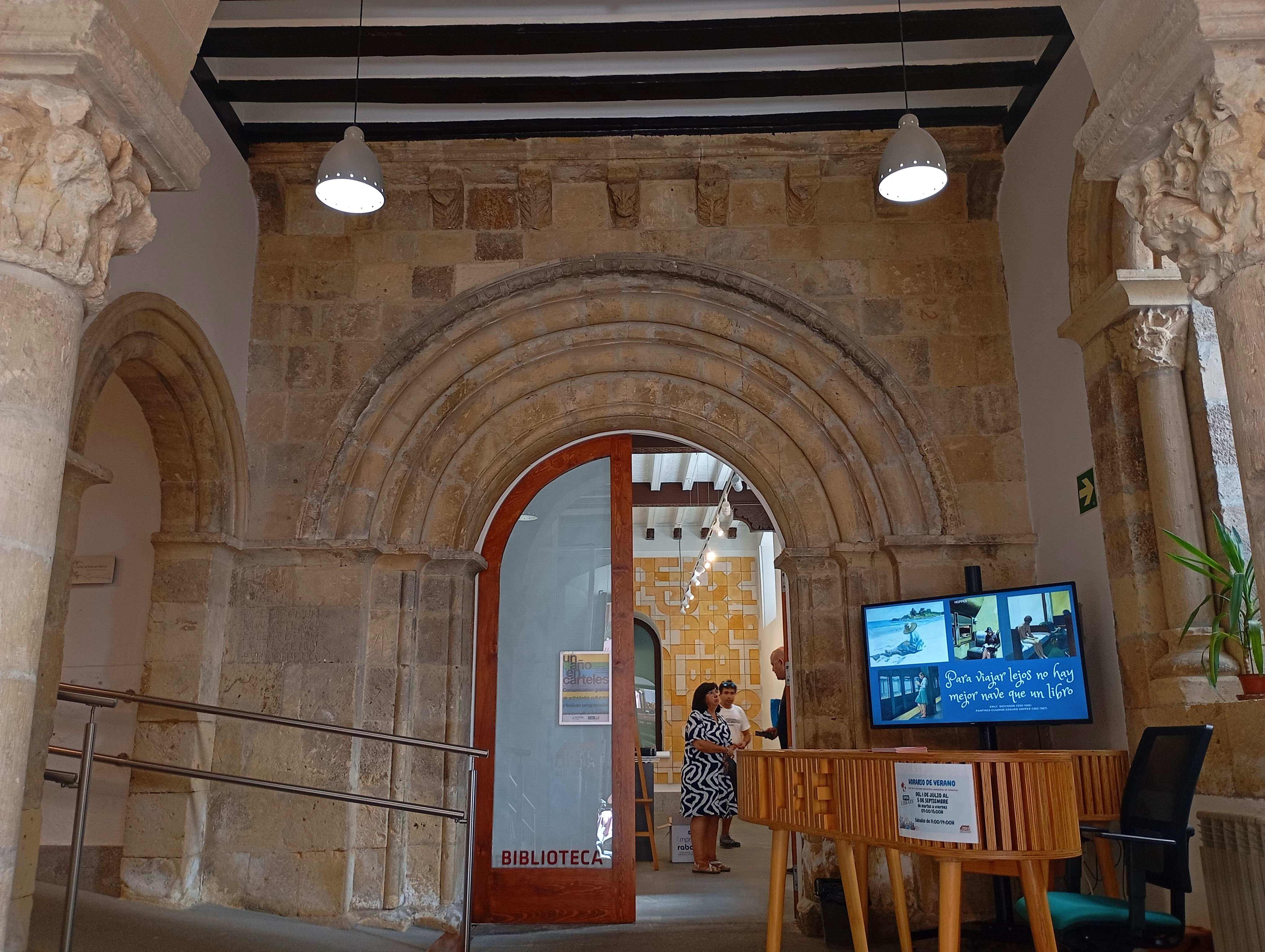
Elementos de la antigua iglesia parroquial románica del despoblado de San Medel trasladados la entrada del edifico

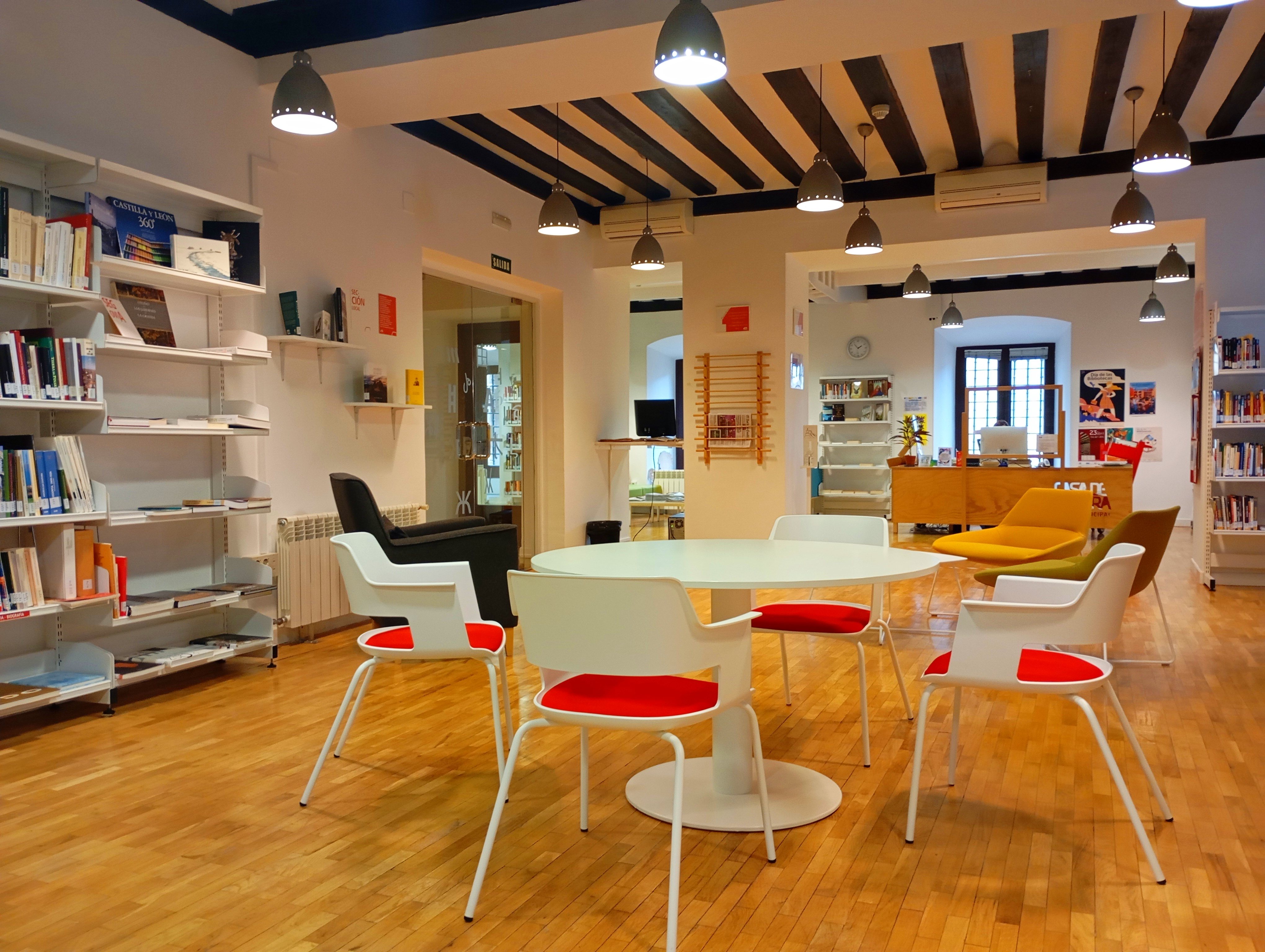
Sección local en el interior de la Casa de la Lectura

El edificio, de 600 metros cuadrados, consta de tres plantas que se remata con una espadaña. Su decoración es muy austera, es de planta cuadrada con dependencias organizadas en torno a un pequeño patio interior, destacando el escudo de los Austrias que aparece en la portada.  
En la parte izquierda de la fachada en piedra de granito y mampostería, se abre una hornacina, rematada en forma de concha en la parte superior, y cerrada por un cristal cuarteado que alberga una imagen de la Virgen de los Remedios con el Niño en brazos. En la fachada destaca también la rejería de las ventanas, un testimonio del pasado uso como cárcel.
El edificio conserva la portada adintelada en piedra caliza acabada en cornisa del siglo XVII, y tras el zaguán, el arco románico que procede de la antigua iglesia parroquial del despoblado de San Medel (entre Valseca y Bernuy de Porreros) y un techo artesonado que es copia del de la Iglesia de San Millán. En la actual sala de lectura, una lápida recuerda la estancia en la cárcel de Lope de Vega.

## Historia
El edificio ocupa un espacio donde estuvo a finales del siglo XI, después de la repoblación de Segovia, un monasterio de monjas cistercienses. También estuvo en el solar la desaparecida iglesia de San Briz. Más tarde, se ubicó en este lugar la Cárcel Real. Durante su uso como cárcel fue presidio de varios personajes conocidos, entre ellos el escritor Lope de Vega en 1577 o el bandolero El Tuerto de Pirón en 1881, quien logró huir por un tejado.
En 1842 la Biblioteca Pública fue fundada con los fondos procedentes de la desamortización de Mendizábal (1835), que afectó a todos los bienes de la Iglesia, entre ellos, las bibliotecas de los conventos. Los escritos pasaron a control del Estado que hizo que se concentraran estos libros en bibliotecas provinciales, convirtiéndose en la primera biblioteca pública provincial en abrir sus puertas. Bajo la dirección de Felipe Pardo ayudado por el bibliotecario Santos Muñoz, estaba ubicada en la capilla y sacristía del Hospital de Viejos, en el Palacio de Enrique IV (lo que actualmente es la Capilla del Museo de Arte Contemporáneo Esteban Vicente). El primer lote fundacional de 4.150 volúmenes comienza a incrementarse con la compra de otros documentos adquiridos con el dinero que proporcionaba la venta por arrobas de los libros en mal estado o de escaso interés y con donaciones.
En 1886, debido a la falta de espacio, la biblioteca cambió su sede al Instituto Provincial de Segunda Enseñanza (el actual IES Andrés Laguna) situado en el edificio de la Fundación Ondátegui (el actual IES Mariano Quintanilla), pero tuvo complicaciones, ya que el colegio quería usar la parte de la que se servía la biblioteca. En 1904, la Biblioteca Nacional se llevó casi todos los manuscritos.
En 1934 se trasladó por problemas de espacio a la Real Academia de Historia y Arte de San Quirce, sede de la Universidad Popular, donde estuvo hasta 1948. En 1942, el Ayuntamiento cedió la Cárcel vieja a la Dirección General de Patrimonio del Estado para su uso como Palacio de Archivos y Bibliotecas, donde se realizaron obras de adaptación entre 1943 y 1947. La Biblioteca fue inaugurada el 2 de febrero de 1948.
A partir de 1948, la biblioteca tomó posesión del edificio conocido como Cárcel vieja, compartiéndolo con el Museo Provincial (hasta 1955) y con el Archivo Provincial (hasta 1996). En este periodo, su directora fue Manuela Villalpando, primera mujer académica de San Quirce.
Las siguientes remodelaciones se efectuaron entre 1985 y 1989. Las obras llevadas a cabo entre 1999 y 2001 se centraron principalmente en la reconversión de la segunda planta, que ocupó hasta el año 1996 el Archivo Histórico Provincial.
El edificio, que fue cedido al Estado, pasó a pertenecer de nuevo al Ayuntamiento de Segovia en 2016 para promover su gestión como espacio cultural donde se realizan conferencias y exposiciones. La apertura oficial como Casa de la Lectura fue el 23 de abril de 2016, coincidiendo con el Día del Libro y el IV Centenario de la muerte de Cervantes. Para realizar el proyecto de remodelación, el Ayuntamiento contó con el Laboratorio de Diseño d-Lab de la IE Universidad.